# Хар'ягінське нафтове родовище
Хар'ягінське на́фтове родо́вище лежить у Ненецькому автономному окрузі. Загальні запаси нафти оцінюються у 160,4 млн тонн, у контрактній зоні — 97 млн тонн.

## Опис
Інвесторами проекту розробки родовища є французька «Total» (50 %), норвезька «Norsk Hydro» (40 %), і Ненецька нафтова компанія (10 %), діяльність якої контролює адміністрація автономного округу. Ліцензія розробки родовища належить компанії «Тоталь Розвідка Розробка Росія». Затверджений загальний кошторис розробки Хар'ягінського родовища на 2006 рік становить 116 млн дол. проти 90 млн дол. 2005 року.
Родовище розробляється за умов УПП, що була укладена у грудні 1995 року терміном на 29 років із можливістю продовження до 33 років і набрала чинності 12 лютого 1999 року. У 2006 році претензії до французької компанії висунуло Мінприроди РФ. Наприкінці вересня 2006 року Федеральне агентство з надровикористання ініціювало процес перегляду ліцензійної угоди розробки Хар'ягінського родовища.